# Tunggulsari (Tayu)
Tunggulsari is een bestuurslaag in het regentschap Pati van de provincie Midden-Java, Indonesië. Tunggulsari telt 721 inwoners (volkstelling 2010).